# Проект Ним
Проект Ним (англ. Project Nim) — британский документальный фильм, снятый режиссёром Джеймсом Маршем. Фильм получил множество наград и был номинирован на премию BAFTA.

## Описание
Фильм об исследовательском «Проекте Ним», стартовавшем в 1974 году, целью которого было выяснить, сможет ли примат, выросший в тесном контакте с человеком, получить навыки владения языком жестов Амсленом. Проект был назван в честь шимпанзе по имени Ним Чимпский.

## Критика
Работа над фильмом была высоко оценена критиками. На сайте Rotten Tomatoes фильм получил рейтинг 97 % на основе 147 рецензии со средним баллом 8,1 из 10.